# 第五北川丸沈没事故
第五北川丸沈没事故（だいごきたがわまるちんぼつじこ）は、1957年（昭和32年）4月12日に広島県で発生した海難事故である。
舵を甲板員見習に任せたために操船を誤り、暗礁に座礁・転覆した事により発生した事故。定員の3倍を超える乗客を乗せたうえ、救命胴衣も定員の半分しか用意しておらず、死者・行方不明113名を出す惨事となった。

## 概要
1957年（昭和32年）4月12日は穏やかな天気であり、「西の日光」といわれる生口島（豊田郡瀬戸田町、現・尾道市）の耕三寺には大勢の団体参拝客や花見客が訪れていた。
12時半、芸備商船の定期客船「第五北川丸」（総トン数39ｔ、旅客定員77名、船員7名、合計定員84名）が、生口島の瀬戸田港から尾道港に向けて出航した。同船は1924年（大正13年）の建造から33年経過した老朽木造船であり、定員が84人であるにもかかわらず、235人（うち子供12人）という定員を大幅に超過した乗客を乗せていた。乗員は当初5人であったが、うち1人を別の用事のために下船させたため4人となり、船長自らが切符整理を行い、舵は当時16歳の甲板員見習（事故により死亡）に任せていた。
出航からおよそ10分後、第五北川丸は佐木島の300m西方にある寅丸礁（事故後、灯台が設置された）と呼ばれている暗礁に座礁して転覆し、沈没した。付近を航行していた運搬船や漁船がただちに救助に当たったが、要救助者が船内に閉じ込められるなどして死者・行方不明者113人、負傷者49人を出す惨事になった。
海難審判（1959年3月26日・言渡）では、操船を未熟かつ資格のない甲板員見習に任せた船長の職務上の過失が指摘されたものの、老朽木造船に安全性を省みずに多くの乗客を乗せるなど、運航会社による運航管理が不適当であったとして、船長に責任なしの判決が言い渡された。

## 影響
終戦から12年を経過して発生した大惨事は社会問題となった。1952年（昭和27年）に公布された離島航路整備法による整備助成のシステムが十分に機能しておらず、事故当時、小型船舶を除く全国の内航客船901隻のうち、船齢が法定耐用年数である12年以上のものが506隻、15年以上の木造船が334隻を数えており、老朽船の更新は急務であった。
1959年（昭和34年）、新たに「国内旅客船公団法」が公布され、全額政府出資の特殊法人・国内旅客船公団が発足、1966年（昭和41年）には船舶整備公団となって航路助成制度の抜本的な改革が行われ、公団共有船の制度によって老朽船の代替新造が急速に進められることになった。

## その後の経過
事故後、現場近くの地元住民らが中心となり、現場近くで毎年4月に慰霊祭を開催してきたが、慰霊会を執り行っていた地元佐木島の住民及び遺族が高齢化したため、節目となる五十回忌にあたる2006年（平成18年）4月8日の法要を最後に、遺族に対して参列を呼びかけなくなった。ただし、その後も地元住民により慰霊祭は毎年続けられており、事故から60年目を迎えた2017年（平成29年）4月12日の慰霊祭には約20人が集まった。